# 시팅 프리티
시팅 프리티(Sitting Pretty)는 미국에서 제작된 월터 랭 감독의 1948년 영화이다. 로버트 영 등이 주연으로 출연하였고 사무엘 G. 잉겔 등이 제작에 참여하였다.

## 출연

### 주연
- 로버트 영
- 모린 오하라
- 클리프톤 웹

### 조연
- 리처드 헤이든
- 루이즈 올브리턴
- 랜디 스튜어트
- 에드 베글리
- 존 러셀
- 베티 린
- 윌라드 로버트슨

## 제작진
- 미술: 레런드 풀러
- 미술: 라일 R. 휠러
- 의상: 케이 넬슨